# Noronhomys vespuccii
Noronhomys vespuccii là một loài động vật có vú trong họ Cricetidae, bộ Gặm nhấm. Loài này được Carleton & Olson miêu tả năm 1999.

## Hình ảnh

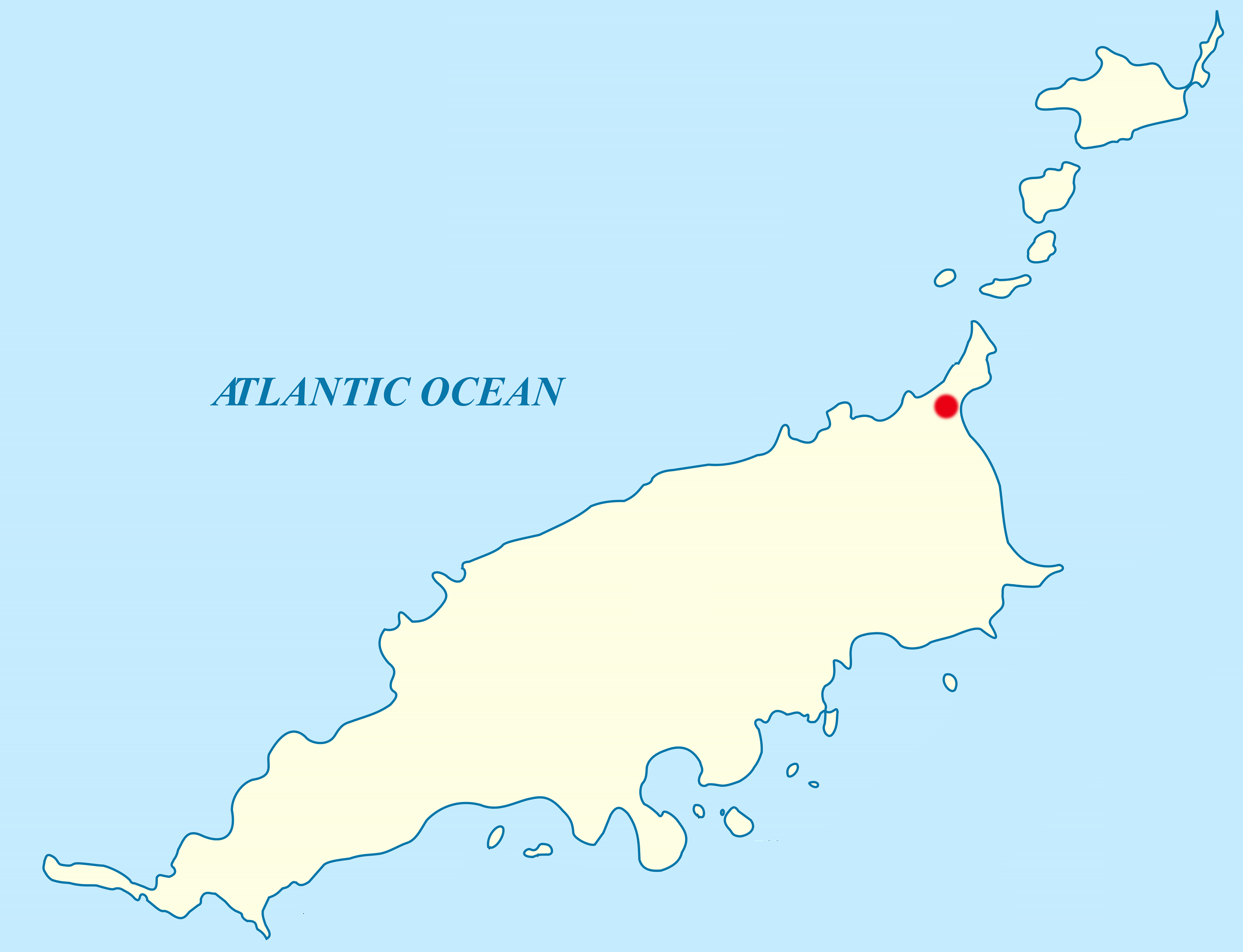
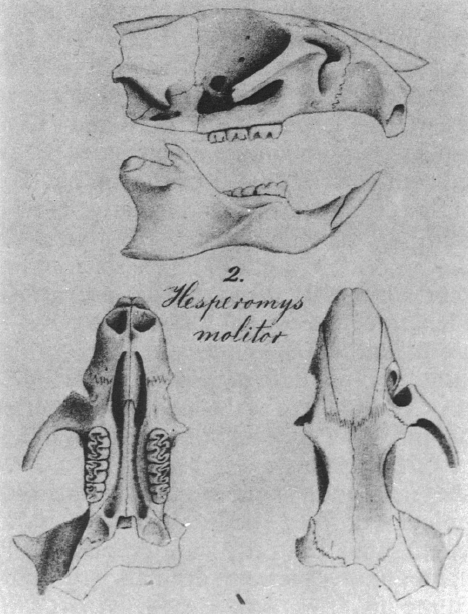
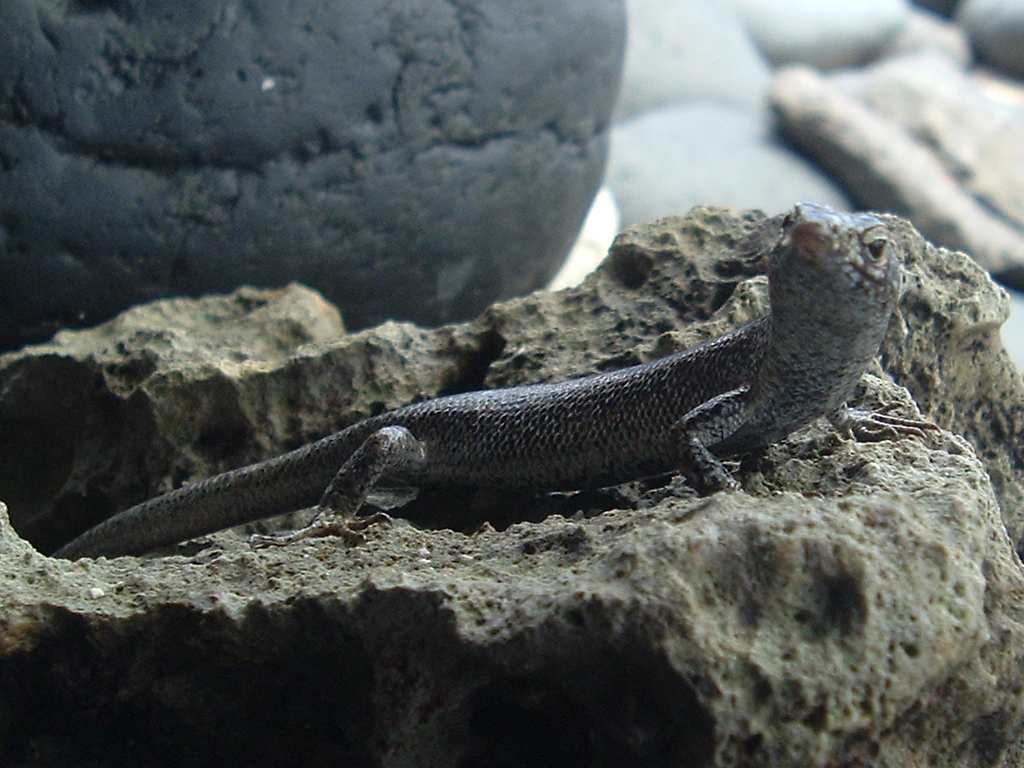